# Groupe de Cybèle
Le groupe de Cybèle est un groupe d'astéroïdes situé dans la zone de demi-grand axe comprise entre 3,27 et 3,70 ua. Il est parfois fois vu comme partie intégrante de la ceinture principale d'astéroïdes, parfois vu comme le premier groupe de sa périphérie externe, le second étant le groupe de Hilda.
Le groupe est nommé d'après (65) Cybèle qui en est à la fois le deuxième plus grand membre et le premier découvert, en 1861.
Au 13 mai 2019, la base de données JPL Small-Body Database recense 3 470 astéroïdes répondant au critère 3,27 < a < 3,70 ua.

## Description
Les astéroïdes du groupe possèdent des demi-grands axes compris entre 3,27 et 3,70 ua, une excentricité inférieure à 0,3 et une inclinaison inférieure à 25° par rapport au plan de l'écliptique.
La zone de gravitation du groupe est en fait clairement délimitée par la lacune de Kirkwood liée à la résonance 2:1 avec Jupiter (a ~ 3,27 ua) et la lacune de Kirkwood liée à la résonance 5:3 avec Jupiter (a ~ 3,70 ua). Cette zone de gravitation est traversée par la résonance 7:4 avec Jupiter mais le groupe n'est pas stricto sensu un groupe en résonance (comme c'est le cas pour le groupe voisin de Hilda défini par la résonance 3:2).

## Familles
Plusieurs familles collisionnelles ont été découvertes au sein du groupe de Cybèle. La première à avoir été clairement identifiée est la famille de Sylvia en 2010. Deux autres familles sont aujourd'hui bien documentées : famille de Ulla et famille de Huberta. D'autres familles (par exemple autour des astéroïdes (522) Helga, (643) Schéhérazade, (121) Hermione, (1028) Lydina, (3141) Buchar ou (107) Camille) ont été proposées mais ne font pas (ou pas encore) consensus.

## Terminologie
La distinction de ces familles au sein du groupe est récente (première clairement identifiée en 2010) et les deux termes famille ou groupe ont longtemps été utilisés de manière indifférente pour désigner cet ensemble. Il est plus juste de l’appeler groupe de Cybèle dans le sens où sa définition correspond clairement à la notion de groupe orbital.

## Membres
Le tableau ci-dessous liste les premiers astéroïdes découverts (et parmi les plus grands) appartenant au groupe de Cybèle.
| Astéroïde          | Diamètre moyen (km) | Demi-grand axe (UA) | Inclinaison (°) | Excentricité | Découverte |
| ------------------ | ------------------- | ------------------- | --------------- | ------------ | ---------- |
| (65) Cybèle        | 237,3               | 3,425               | 3,56            | 0,112        | 1861       |
| (76) Freia         | 145,4               | 3,414               | 2,121           | 0,166        | 1862       |
| (87) Sylvia        | 253,0               | 3,482               | 10,876          | 0,093        | 1866       |
| (107) Camille      | 210,4               | 3,491               | 10,001          | 0,065        | 1868       |
| (121) Hermione     | 209,0               | 3,462               | 7,584           | 0,130        | 1872       |
| (566) Stereoskopia | 167,4               | 3,378               | 4,895           | 0,120        | 1905       |
| (790) Pretoria     | 170,4               | 3,408               | 20,534          | 0,153        | 1912       |